# توني ستيوارت (لاعب كرة قدم)
توني ستيوارت (بالإنجليزية: Tony Stewart)‏ (و. 1979  م) هو لاعب كرة قدم أمريكية، من ألمانيا، ولد في لنه ألمانيا، يلعب كطرف ضيق ‏.

## التعليم
تعلم في جامعة ولاية بنسلفانيا.